# Tschortoryja (Wyschnyzja)
Tschortoryja (ukrainisch Чортория; russisch Чортория Tschortorija, rumänisch Ciortoria, deutsch/polnisch Czartoria) ist ein Dorf in der ukrainischen Oblast Tscherniwzi mit etwa 750 Einwohnern (2001).

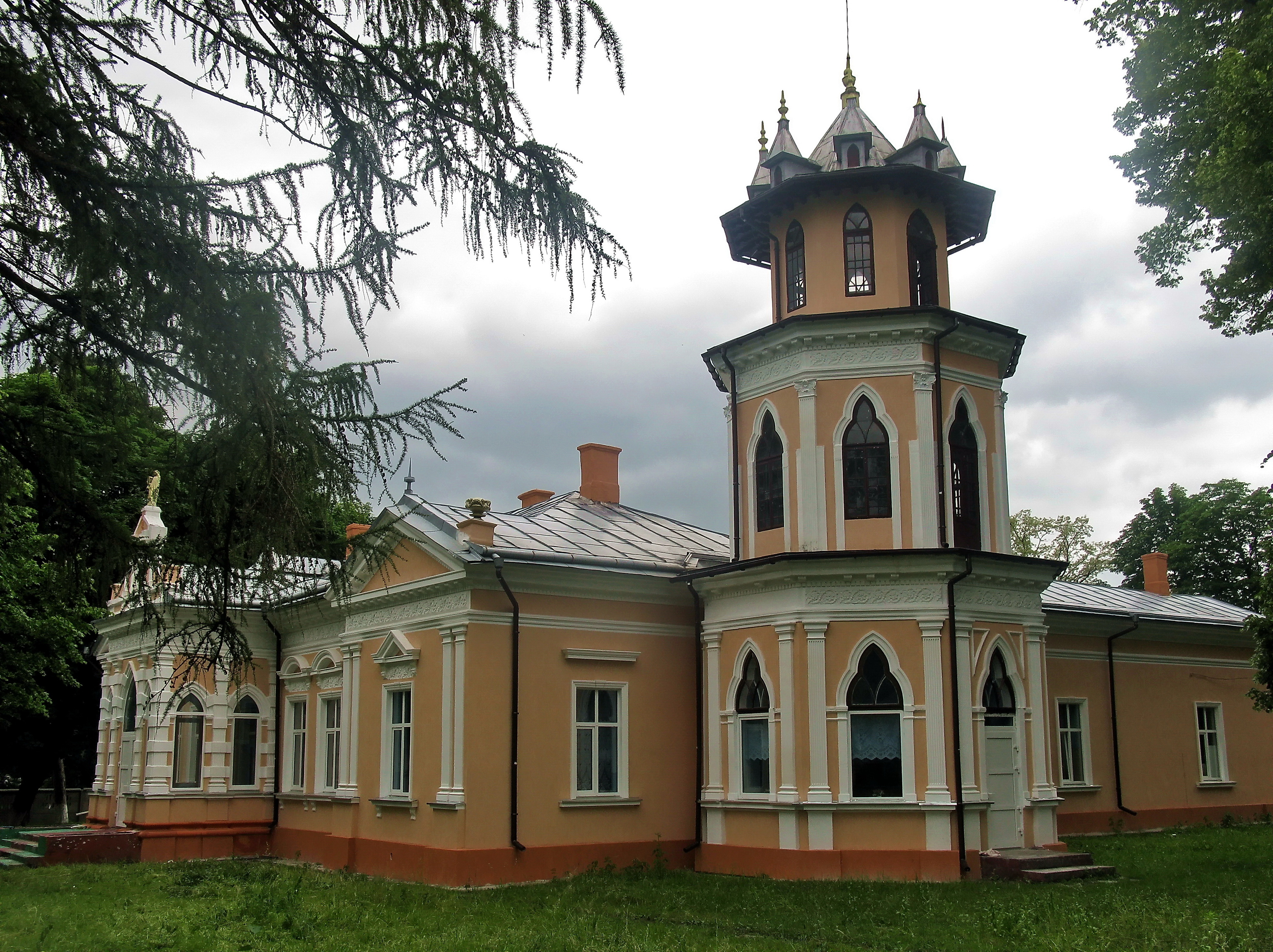
Das Schloss Manesku im Ort

Tschortoryja liegt an der Territorialstraße T–26–01 sowie am rechten Ufer des Flusses Tscheremosch, dem Grenzfluss der historischen Regionen Galizien und Bukowina. Die Ortschaft befindet sich 36 km nordwestlich der Oblasthauptstadt Czernowitz und 26 km südwestlich vom ehemaligen Rajonzentrum Kizman. Zu den architektonischen Denkmälern im Dorf gehört einer der schönsten Paläste der Bukowina, das Schloss Manesku, in dem sich heute ein neuropsychiatrisches Waisenhaus befindet.
Am 12. Juni 2020 wurde das Dorf ein Teil der neu gegründeten Landgemeinde Brusnyzja im Rajon Kizman, bis dahin gehörte es zur Landratsgemeinde Brusnyzja dessen Zentrum etwa 5 Kilometer südlich liegt.
Seit dem 17. Juli 2020 ist der Ort ein Teil des Rajons Wyschnyzja.

## Persönlichkeiten
Am  15. Juni 1941 kam in Tschortoryja der Filmschauspieler, Regisseur und Drehbuchautor Iwan Mykolajtschuk († 3. August 1987 in Kiew) zur Welt, dem im Dorf ein Museum gewidmet ist.